# Eusmilia
Eusmilia is een monotypisch geslacht van steenachtige koralen uit de familie Meandrinidae, dat fossiel bekend is vanaf het Oligoceen en waarvan heden nog soorten voorkomen. Het is een monotypisch geslacht vertegenwoordigd door de soort Eusmilia fastigiata, beter bekend als het gladde bloemkoraal. Het wordt gevonden op riffen in de Caribische Zee.

## Beschrijving
Dit vier centimeter lange, gladde bloemkoraal is een koloniale soort die ongeveer vijftig centimeter breed wordt. Het vormt een lage heuvel van steenachtig calciumcarbonaat, waarvan het oppervlak bedekt is met buisvormige uitsteeksels, de corallieten, in groepen van één tot drie. De poliepen steken hieruit uit en zijn ofwel rond of ovaal, waarbij de ovale vorm meer voorkomt op gematigde diepten. Ze zijn groot en op grote afstand van elkaar en zijn verbonden door een laag van doorschijnend, gelei-achtig mesoglea weefsel genaamd coenosarc dat het oppervlak van het carbonaatskelet bedekt. Overdag leven ze teruggetrokken in de komvormige corallites. Deze hebben grote, gladde randen, septa genoemd en de poliepen hebben overeenkomstige groeven aan hun basis. 's Nachts strekken de poliepen hun doorschijnende witte tentakels uit om zich te voeden en het koraal 'bloeit'. Dit koraal is meestal crème, geel of lichtbruin, vaak met een groene of roze tint.

## Verspreiding en habitat
Glad bloemkoraal wordt gevonden in het Caribisch gebied, de Golf van Mexico, de Bahama's en het zuiden van Florida, op dieptes tot ongeveer zestig meter, hoewel het het meest voorkomt tussen vijf en dertig meter. Het wordt gevonden aan zowel de achter- als de voorranden van riffen en wordt soms bedreigd door grotere koralen. Het wordt vermeld als zijnde het minst zorgwekkend door de Rode Lijst van de IUCN van Bedreigde Soorten, omdat het gebruikelijk is in zijn hele bereik en lokaal overvloedig aanwezig is in het Zuid-Caribisch gebied.

## Biologie
De poliepen blijven overdag in het skelet teruggetrokken, maar breiden zich 's nachts uit om te voeden. De tentakels zoeken naar zoöplankton en kleine ongewervelde dieren die naar de mond worden overgebracht. Een andere belangrijke energiebron is het resultaat van de symbiotische dinoflagellaten die in de coenenchyme leven en die door fotosynthese voedingsstoffen produceren. Het koraal profiteert van de geproduceerde koolhydraten en de algen gebruiken de stikstofhoudende afvalproducten van het koraal.

## Reproductie
Reproductie in koralen vindt plaats wanneer gameten in het water worden losgelaten. Het bevruchte ei ontwikkelt zich tot een planula-larve die deel uitmaakt van het zoöplankton en drijft met de stroom mee. Na het passeren van een aantal larvenstadia nestelt dit zich op de zeebodem en ondergaat de metamorfose tot een poliep. De basis hiervan scheidt het calciumcarbonaatskelet af en de poliep sticht een nieuwe kolonie, die nieuwe poliepen produceert door knopvorming.

## Soort
- Eusmilia fastigiata (Pallas, 1766)

## Uitgestorven soorten
- E. bainbridgensis † Durham 1942
- E. carrizensis † Vaughan 1917